# Jan-Erik Knudsen
Jan Erik Knudsen, född 23 februari 1948 i Köpenhamn, är en svensk musiker, låtskrivare och medlem i Curt Haagers. Knudsen skrev bland annat melodin till En liten ängel, som vann Hänts meloditävling 1996 med Thorleifs.